# Gare d'Avranches
La gare d'Avranches est une gare ferroviaire française de la ligne de Lison à Lamballe, située sur le territoire de la commune d'Avranches, dans le département de la Manche, en région Normandie.
La station est mise en service en 1878 par la Compagnie des chemins de fer de l'Ouest. C'est aujourd'hui une gare de la Société nationale des chemins de fer français (SNCF) desservie par des trains régionaux du réseau TER Normandie circulant toute l'année entre Rennes et Caen et uniquement pendant la saison estivale entre Saint-Malo et Granville via Pontorson - Mont-Saint-Michel.

## Situation ferroviaire
Établie à 11 mètres d'altitude, la gare d'Avranches est située au point kilométrique (PK) 93,929 de la ligne de Lison à Lamballe, entre les gares ouvertes de Folligny (La Haye-Pesnel - La Lucerne et Montviron sont fermées) et Pontorson - Mont-Saint-Michel (Pontaubault et Servon - Tanis sont fermées). La ligne à voie unique en venant de Lison, dispose depuis Avranches d'une double voie jusqu'à Dol-de-Bretagne.

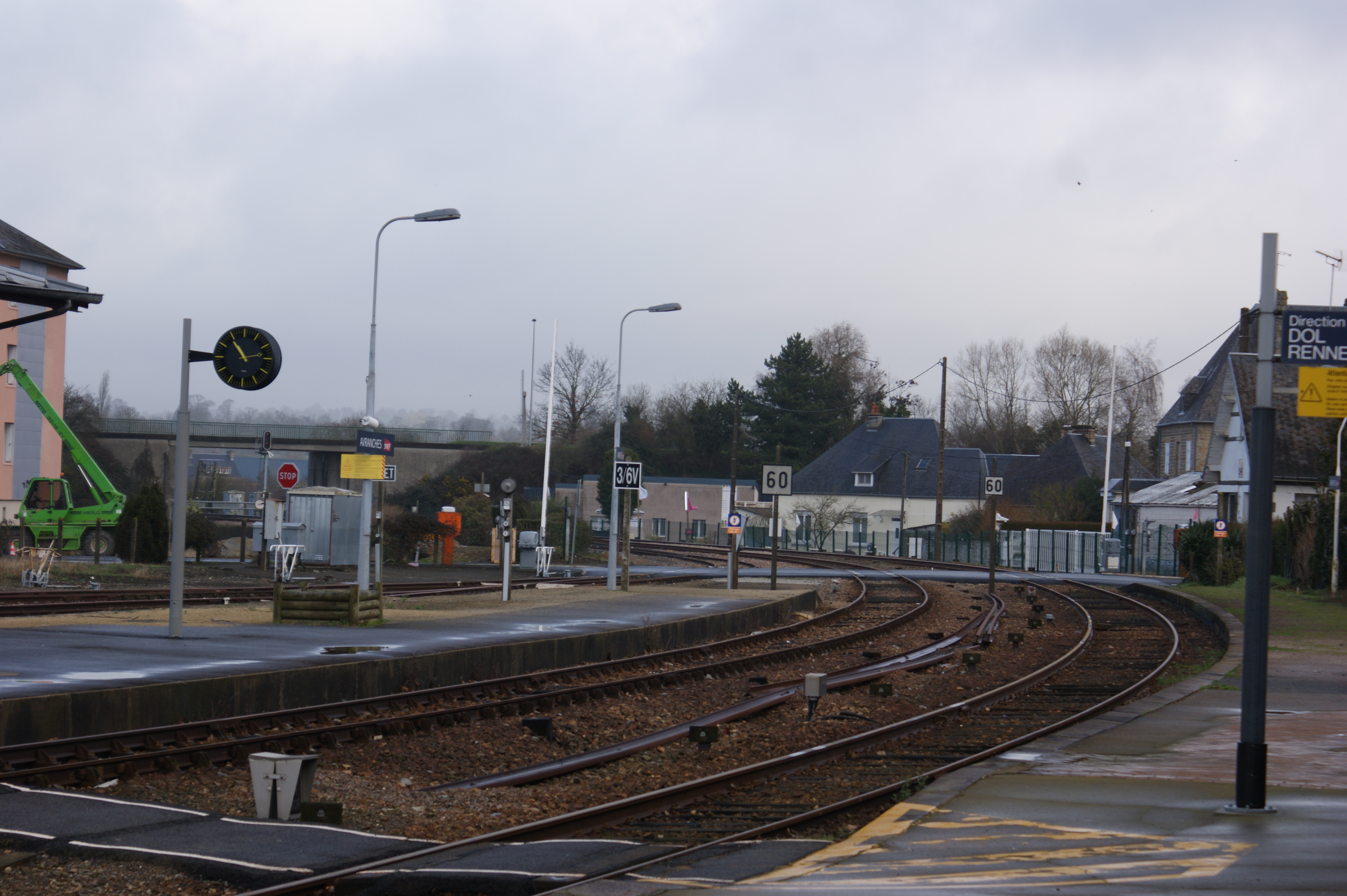
Voies quais et passage à niveau en direction de Dol.

## Histoire
Le 30 décembre 1878, un embranchement ferroviaire est inauguré sur la ligne Rennes - Saint-Malo entre la gare de Dol-de-Bretagne et la nouvelle gare d'Avranches, terminus provisoire. Cette ligne est ensuite prolongée le 29 décembre 1879 jusqu'à la gare de Coutances, permettant ainsi des liaisons directes Caen - Rennes par Lison et Avranches.
En 1901, la Compagnie des tramways normands ouvre la ligne secondaire à voie étroite (écartement métrique) d'Avranches à Saint-James. La ligne est reprise en 1928 par la Compagnie des chemins de fer normands, puis fermée en 1933.

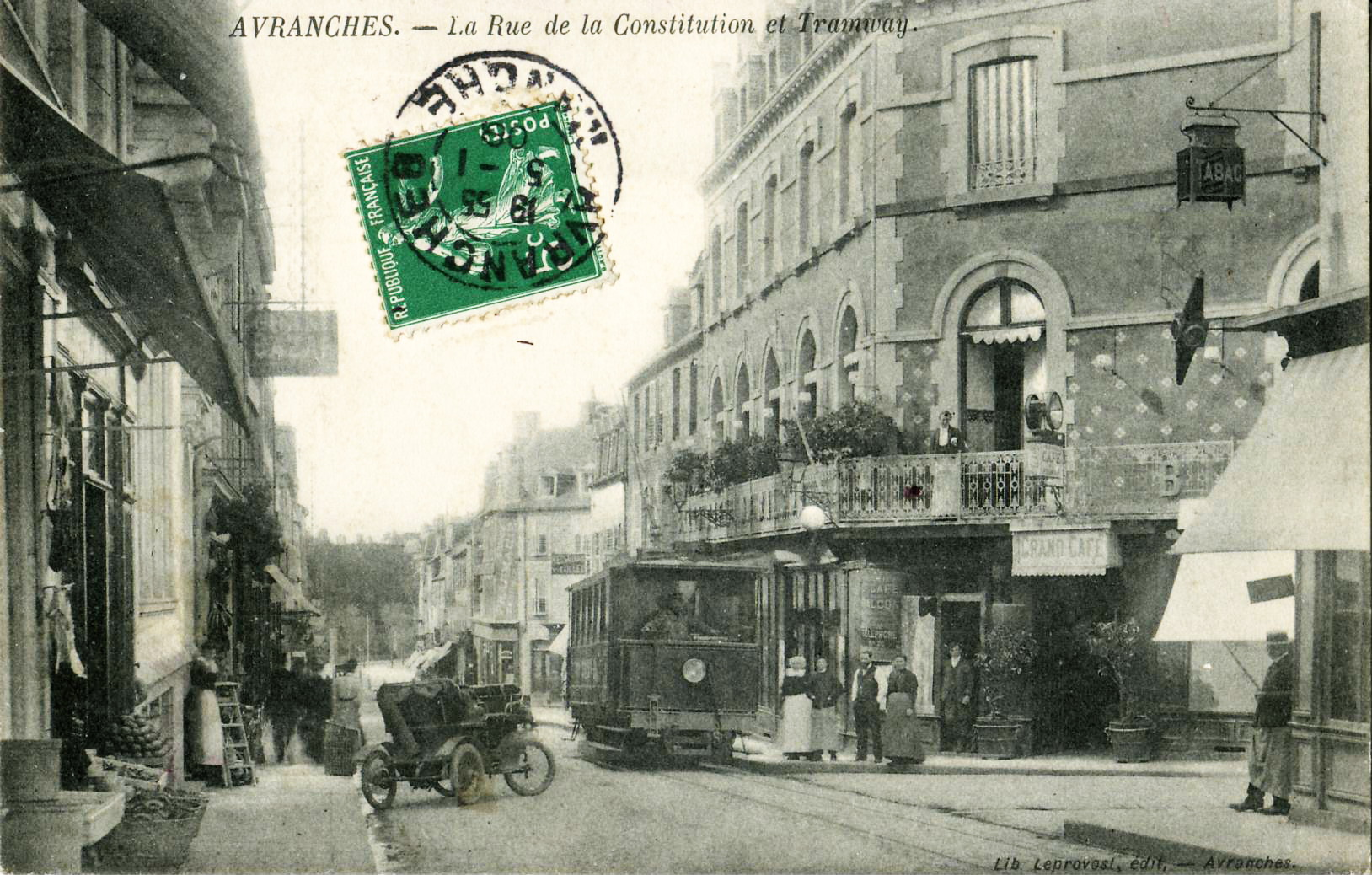
Le tramway d'Avranches relia la gare au centre-ville de 1907 à 1915

L'année 1907 voit la mise en service du tramway électrique de la Compagnie des chemins de fer de la Manche (CFM), voulu par le maire Maurice Chevrel, qui relie notamment la gare et le centre-ville. La ligne à voie métrique fait 3 km, mais le déficit d'exploitation entraina sa disparition dès 1914, après seulement sept années d'existence.
En 1908, les 71 kilomètres de la ligne de Granville à Sourdeval, via Avranches, sont mis en service par la Compagnie des chemins de fer de la Manche. Elle sera fermée en 1935.
Après des travaux débutés en 2008, la gare d'Avranches rénovée est inaugurée le 20 juillet 2009, en présence notamment du président de la région Basse-Normandie. Les travaux d'un montant d'environ 900 000 euros, financés dans le cadre de la rénovation des gares du réseau TER de la région, ont notamment permis l'amélioration de l'accessibilité et l'amélioration de l'accueil et du service avec une remise en état du bâtiment voyageurs et des installations des quais.

## Service des voyageurs

### Accueil
Gare SNCF du réseau TER Normandie, elle dispose d'un personnel permanent et d'un bâtiment voyageurs avec guichet ouvert tous les jours.

### Desserte
Elle est desservie par les trains TER Normandie (ligne de Caen à Rennes).

### Intermodalité
Un parking pour les véhicules est aménagé.

## Galerie de photographies

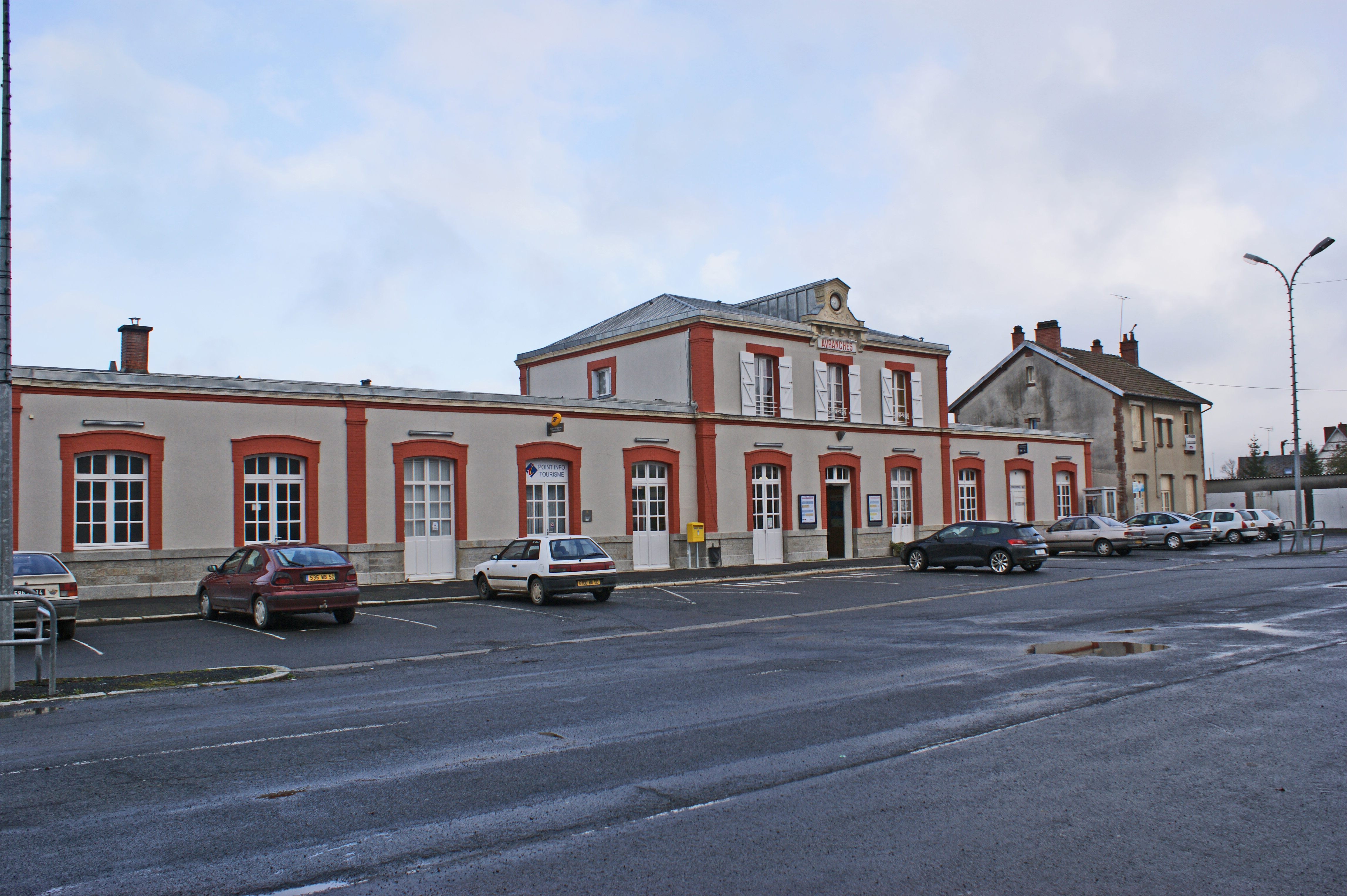
Place de la gare et bâtiment voyageurs.
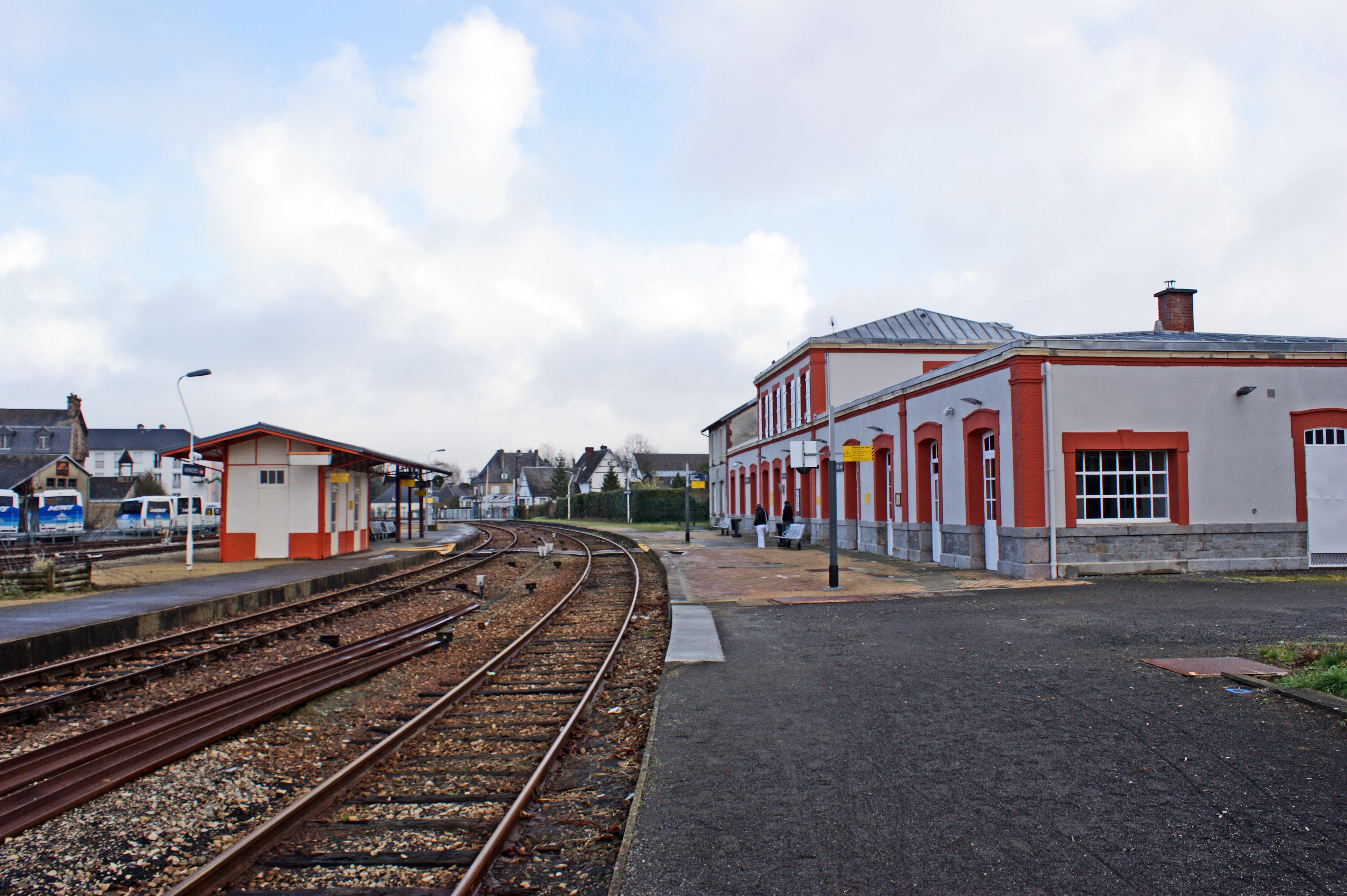
Intérieur de la gare avec le bâtiment voyageurs et le quai central et son abri.
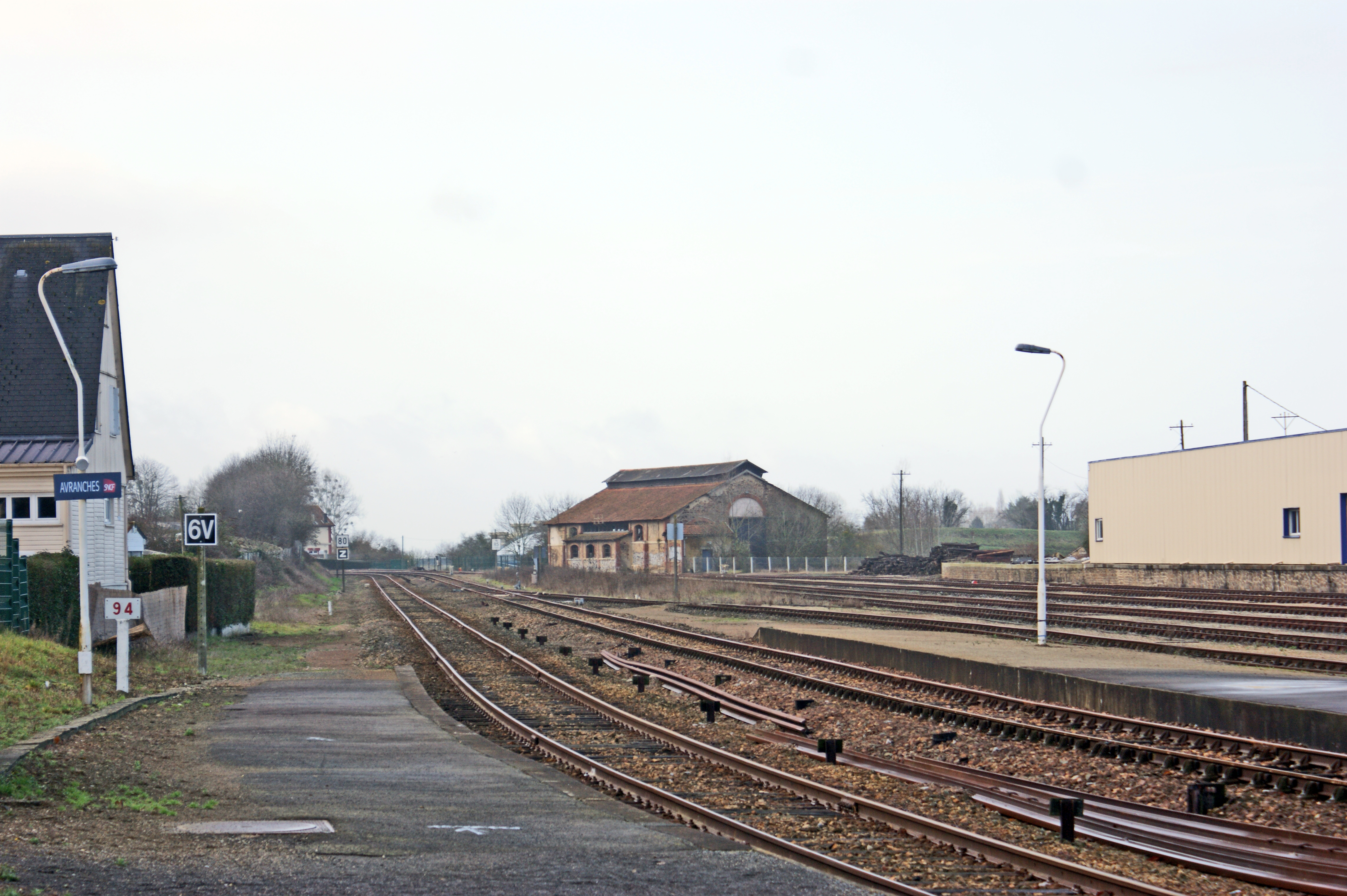
Vers Lamballe, la ligne, les voies de service et l'ancienne remise à locomotives.